# 石井志都子
石井 志都子（いしい しづこ、1942年 - ）は、日本のヴァイオリニスト。洗足学園音楽大学名誉教授。桐朋学園大学名誉教授。

## 来歴
山口県山口市出身。ヴァイオリニストであった父・石井洋之助の元で、6歳からヴァイオリンを始める。その後、竹内文子、鷲見三郎、ジャンヌ・イスナールに師事。
1959年、渡仏。パリ音楽院にて、ガブリエル・ブイヨン、ジャック・フェヴリエに師事。パリ音楽院卒業後はソリストとして活動する一方、パリ音楽院管弦楽団のコンサートマスターを4年間務めた。
1970年より山口芸術短期大学、1974年より桐朋学園大学、1987年より洗足学園音楽大学にて後進の指導に当たる。2002年、第12回日本クラシック音楽コンクールに際し、日本クラシック協会より優秀指導者賞を受ける。
1972年、1974年、1979年にNHK教育「バイオリンのおけいこ」講師を担当した。
1998年、山口県文化功労賞受賞。

### コンクール歴
- 1952年、第6回全日本学生音楽コンクール（小学生の部）1位
- 1955年、第24回日本音楽コンクール第2位
- 1958年、第27回日本音楽コンクール第3位
- 1959年、第8回ロン＝ティボー国際コンクール第3位
- 1961年、第9回ロン＝ティボー国際コンクール第3位
- 1963年、第10回パガニーニ国際コンクール第3位

## 出演番組
- バイオリンのおけいこ（NHK教育）

## 著書
- 『或るヴァイオリニストの記 戦後の時代と共に生きて』かまくら春秋社（2014年）[1][2]ISBN 978-4774006260